# Brienza
Brienza é uma comuna italiana da região da Basilicata, província de Potenza, com cerca de 4.055 habitantes. Estende-se por uma área de 82,69 km², tendo uma densidade populacional de 49 hab/km². Faz fronteira com Atena Lucana (SA), Marsico Nuovo, Polla (SA), Sala Consilina (SA), Sant'Angelo Le Fratte, Sasso di Castalda, Satriano di Lucania.

## Demografia
| Variação demográfica do município entre 1861 e 2011                               |
|                                                                                   |
| Fonte: Istituto Nazionale di Statistica (ISTAT) - Elaboração gráfica da Wikipedia |